# スウィートパワー
株式会社スウィートパワー（登記上の商号: 株式会社スウイートパワー）は、東京都港区にある芸能事務所である。

## 概要
1996年11月設立。他の芸能事務所と比べると社歴は浅いが、所属タレントのドラマや映画の主演抜擢が相次ぐ新興勢力である。
近年では「スパイスパワー」という男性俳優部署および動物プロダクション部門「スウィートパワー アニマル」、海外タレントのマネジメント部門「スウィートパワー インターナショナル」、ミュージシャン部門「S・P・M」が設立された。

## 所属タレント

### スウィートパワー
- 高月彩良
- 市原菜夏
- 沢森咲華
- 黎架
- 仲島有彩
- 瀬名くれあ

### スパイスパワー
- 荒木飛羽
- 松大航也
- 森山瑛
- 松田悠我
- 長島令玖
- 堀野内智
- 藤嶋遼太
- 山下愛翔
- 高野陽向

### Sweet Power International
- 紗倉ちえり
- 幸本澄樹
- 知英

### スウィートパワー アニマル
- まる
- ヴァニー

## 主な過去の所属タレント
スウィートパワー
- 愛名ミラ（現：長谷川ミラ）
- 浅野かや（現：日置かや）
- 有坂来瞳
- 内山理名
- 岡山智樹
- 川島鈴遥
- 菊里ひかり（現：桜井ひかり）
- 桐谷美玲
- 栗田梨子（現：石原あつ美）
- 黒木メイサ
- 小嶋じゅん（現：嶋田歩）
- 小松愛梨
- 桜庭ななみ （現：宮内ひとみ）
- 沢井美空
- 沢木ルカ
- 竹内愛紗
- 竹富聖花 (現：春花)
- 直瀬遥歩
- 長見玲亜
- 夏未エレナ
- 中井知鶴
- 長谷川愛美（現：長谷川真優）
- 広瀬麻百合
- 堀北真希
- 松風理咲
- 松山メアリ
- 水橋貴己
- 南沢奈央（末期は業務提携）
- 宮武祭
- 宮武美桜
- 本宮初芽
- 森野あすか
- 麗菜
- 山下聖菜（現：佐倉花怜）

スパイスパワー
- 岡田健史（現：水上恒司）
- 高杉真宙

スウィートパワーフレッシュパワーPOP
SweetPower International
- キム・テヒ